# Солодовый ликёр
Солодовый ликёр или солодовый алкогольный напиток (англ. malt liquor) — североамериканский термин, относящийся к типу пива с высокой крепостью. По юридическим положениям, под этим термином понимают алкогольный напиток крепостью 5 % и более, что сделан из солода ячменя. В просторечии, однако, термин используется для пива с высоким содержанием спирта (6−7 % и более) или очень крепкого американского лагера. В некоторых частях Канады, термин malt liquor (фр. Liqueur de malt) используется для обозначения любых солодовых напитков.

## История и характеристики
Солодовый ликёр является крепким пивом — лагером или элем — цвета от тёмно-золотистого до янтарного-красного. Тогда как обычное пиво производится в основном из ячменного солода, хмеля и воды, в солодовом ликёре также используются и другие дешёвые ингредиенты, такие как кукуруза, рис или декстроза, а также другие специальные добавки. Использование этих ингредиентов даёт пиво с высоким содержанием спирта. Эти сорта пива, как правило, солодовые — то есть слегка сладковатые и не слишком горькие.
Непонятное и непоследовательное использование термина «солодовый ликёр» — в значительной степени следствие различий в законодательстве относительно алкогольных напитков в различных штатах США. В некоторых штатах термин «солодовый ликёр» относится к любому алкогольному напитку, сделанному из перебродившего зерна и воды; в этих штатах даже безалкогольное пиво можно назвать безалкогольным солодовым ликёром. В некоторых штатах продукты с надписью «пиво» должны быть ниже определённой крепости, а марки, превышающие её, должны быть помечены как «солодовый ликёр». Тогда как, в среднем, обычное пиво в США имеет содержание алкоголя около 5 %, солодовые ликёры имеют крепость 6,0−9,0 %.
Термин «солодовый ликёр» впервые был зарегистрирован в Англии в 1690 году как общий термин, охватывающий пиво как в стиле лагер, так и эль. Первое упоминание этого термина в Северной Америке появилось в патенте, выданным правительством Канады 6 июля 1842 года пивоварне G.Riley за «улучшенный метод варки эля, пива, портера и других солодовых ликёров».
В США известны такие торговые марки солодового ликёра, как Colt 45[en], St.Ides[en], Mickey’s[en], Steel Reserve[en], Hurricane[en], King Cobra[en] и Olde English 800[en], но сам стиль пива появился в 1948 году, с появлением бренда Clix[en]. Первый популярный бренд солодового ликёра, произведённого в США — Country Club, выпущенный в 1950 году пивоварней MK Goetz Brewing Company в Сент-Джозефе, штат Миссури.
Из-за различий в законах, регулирующих рынок пива в США, многие европейские сорта пива с высоким содержанием алкоголя, распространяющиеся на американском рынке, вынуждены также быть помечены как «солодовый ликёр», например, Löwenbräu Original, Carlsberg Elephant, Biere du Boucanier Red Ale, Samichlaus Bier — в странах производителей этикетки этих сортов содержат другие надписи.